# Stenen
Stenen es un pueblo canadiense situado en la provincia de Saskatchewan.

## Superficie
Stenen tiene una superficie de 0,71 km².

## Demografía
En 2021, tenía 89 habitantes, una densidad poblacional de 126 hab./km², y 51 viviendas.